# Абашидзе, Василий Алексеевич
Васи́лий (Baco) Алексе́евич Абаши́дзе (на русском языке фамилия произносится через -зэ [ А б а ш и́ д з э ], груз. ვასილ (ვასო) ალექსის ძე აბაშიძე; 22 ноября [4 декабря] 1854, Душети, Российская империя — 9 октября 1926, Тифлис, СССР) — грузинский актёр, Народный артист Республики (1922), один из основоположников реалистического направления в национальном актёрском искусстве.

## Биография
Родился 22 ноября (4 декабря) 1854 в городе Душети.
Начальное образование получил в Тифлисе, затем окончил Кутаисскую губернскую гимназию.
С 1872 по 1877 год преподавал в Кутаиси, а с 1877 по 1879 год — в Шуше.
Уже с 1874 года двадцатилетний Василий Абашидзе стал участвовать в любительских спектаклях. Спустя пять лет, в 1879 году вступил в труппу Тифлисского театра. Абашидзе был ярким хара́ктерным и комедийным актёром. Автор нескольких пьес, режиссёр. Основоположник реалистической грузинской актёрской школы.
Васо Абашидзе участвовал в первой постановке пьесы «Доходное место» А. Н. Островского на грузинском языке в Кутаиси в 1874 году.
Образы Абашидзе созданные им в пьесах Г. Эристави, З. Антонова, А. Цагарели, А. С. Грибоедова, Н. В. Гоголя, А. Н. Островского, Мольера, Г. Сундукяна отличаются остротой и яркостью выразительных средств.
Основатель (1885) и главный редактор театрального журнала «Театри» — первого в Грузии.
Женат на актрисе Мако Сапаровой-Абашидзе, супруги имели дочь Анастасию (Тасо). Супруга актёра была не только актрисой, но и активным антрепренёром, арендуя несколько театров. Вскоре после рождения дочери супруги разошлись, дочь воспитывалась у матери, но Васо активно боролся за передачу дочери ему. При этом он продолжал работать в театре бывшей жены. Мако Сапарова-Абашидзе, как и Васо, после революции получила звание Народной артистки Республики. Дочь пошла по стопам родителей и получила звание Народной артистки Грузинской ССР.

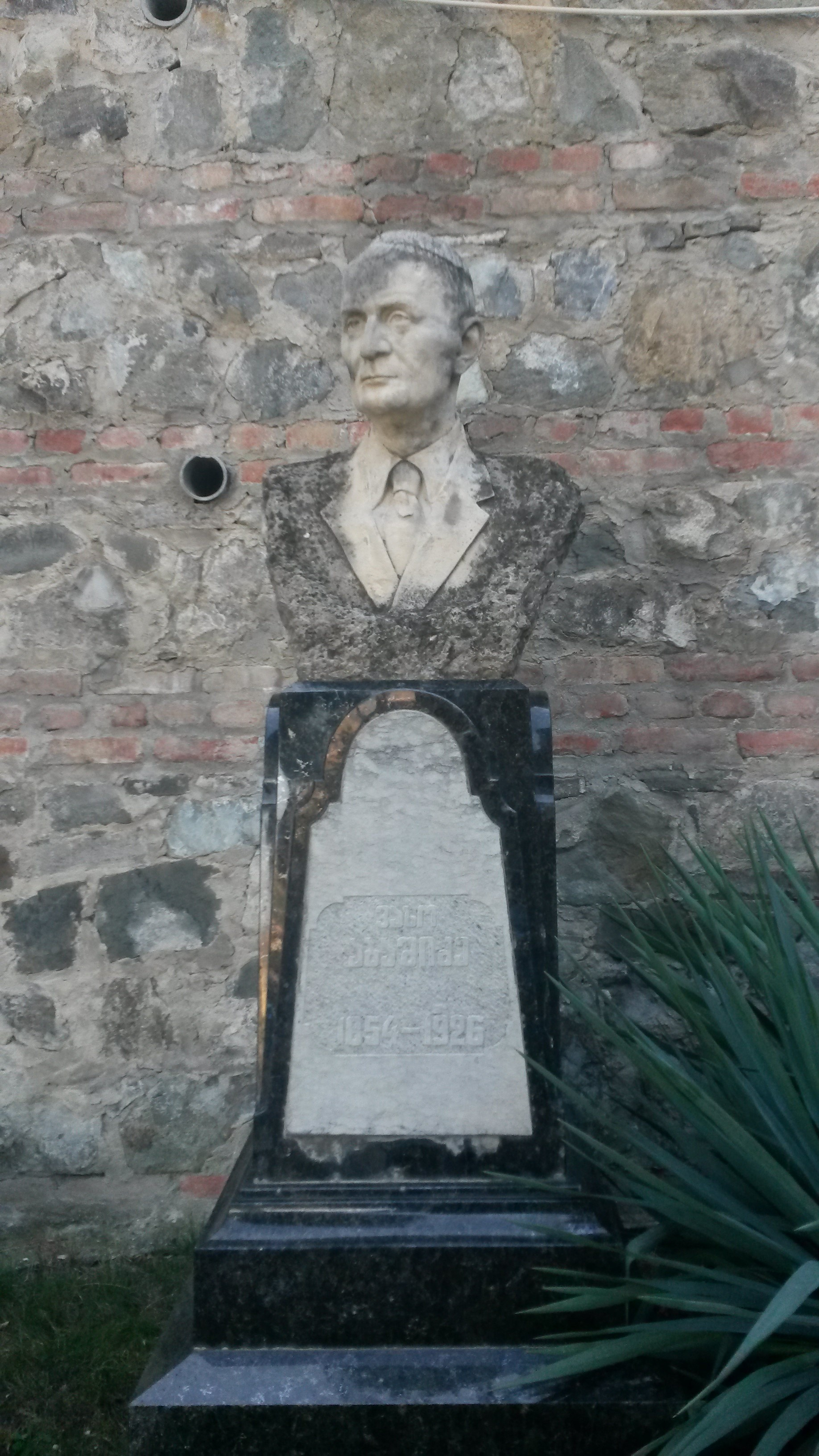
Могила Абашидзе

Василий Абашидзе умер 9 октября 1926 года в Тбилиси. Похоронен в Пантеоне Мтацминда.
Именем Василия Абашидзе назван Тбилисский грузинский театр музыкальной комедии.

## Творчество

### Роли в театре
- «Скупой» — Карапет
- «Тяжба» Георгия Эристави — Саркис Богданыч
- «Затмение солнца в Грузии» Антонова — Геурк
- «Иные нынче времена» Цагарели — Аветик
- «Пэпо» Сундукяна — Зимзимов
- «Горе от ума» Грибоедова — Фамусов
- «Ревизор» Гоголя — Городничий, Хлестаков
- «Волки и овцы» А. Н. Островского — Мурзавецкий
- «Проделки Скапена» Мольера — Скапен

### Роли в кино
1. 1916 — Кристина
2. 1921 — Арсена Джоришвилли — генерал
3. 1926 — Ханума